# Sphephelo Sithole
Sphephelo S'Miso Sithole, znany również jako Yaya Sithole (ur. 3 marca 1999 w Durbanie) – południowoafrykański piłkarz występujący na pozycji defensywnego pomocnika w portugalskim klubie CD Tondela. Reprezentant RPA.